# Liparetrus unidentatus
Liparetrus unidentatus är en skalbaggsart som beskrevs av Lea 1917. Liparetrus unidentatus ingår i släktet Liparetrus och familjen Melolonthidae. Inga underarter finns listade i Catalogue of Life.